# Автомагістраль A3 (Польща)
Автомагістраль A3 — запланована в 1993—2001 автомагістраль у західній частині Польщі з курсом: Щецин—Зелена Гура—Легніца—Болкув—Любавка (кордон з Чехією). У зв'язку з відмовою Агентства з будівництва та експлуатації автомобільних доріг від будівництва автомагістралі, категорію траси було змінено на швидкісну та присвоєно позначення S3.

## Маршрут
Деякі дорожні карти, видані в 1990-х роках, показували приблизний маршрут автомагістралі, який місцями відрізняється від сьогоднішнього маршруту S3.
Автомагістраль мала починатися від перехрестя Радзішево з тодішньою національною дорогою 118, потім під'їжджати до національної дороги 3 біля Пижиць і йти паралельно до Гожува Великопольського. Звідти A3 проклали майже прямо до Йорданова, де мали перетнути автомагістраль A2 і дорогу 3, оминути Свебодзін зі сходу та Сулехув із заходу, перетнути річку Одра новим мостом і проїхати існуюча об'їзна Зелена Гура. Далі автомагістраль мала бути перенесена на захід від Нової Солу, перетне «трійку» на перехресті з нинішньою воєводською дорогою 292 і знову біля Гаворице, відійде від Полковіце та Любіна і знову перетнеться з трасою 292 у Кохліце. Автомагістраль мала складати східну об'їзну Легниці та на роз'їзді Гнєвомеж з'єднатися з A4 і продовжуватись паралельно дорозі 3 до Болкува. Далі А3 мала пролягати вздовж тодішньої національної дороги 371, оминаючи Каменну Гуру зі сходу, і закінчуватись на польсько-чеському кордоні в Любавці, де з'єдналася з дорогою першої категорії 16.